# Elgin (Minnesota)
Elgin é uma cidade localizada no estado americano de Minnesota, no Condado de Wabasha.

## Demografia
Segundo o censo americano de 2000, a sua população era de 826 habitantes.
Em 2006, foi estimada uma população de 952, um aumento de 126 (15.3%).

## Geografia
De acordo com o United States Census Bureau tem uma área de
1,7 km², dos quais 1,7 km² cobertos por terra e 0,0 km² cobertos por água.

## Localidades na vizinhança
O diagrama seguinte representa as localidades num raio de 20 km ao redor de Elgin.